# VfL Pfullingen
Der VfL Pfullingen e. V. ist ein Sportverein aus Pfullingen. Er wurde im Jahr 1862 gegründet. Er hat über 4.000 Mitgliedern (Stand: 2023) und zählt damit zu einem der größten im Württembergischen Landessportbund.

## Vereinsstruktur
Die Vereinsführung basiert seit vielen Jahren organisatorisch auf mehreren Ebenen. Der VfL hat einen ehrenamtlichen Vorstand mit weiteren Referatsleitern (Recht, Sport, Finanzen), einen Geschäftsführer sowie ein hauptamtliches Geschäftsstellenteam. Mit der Geschäftsstelle inmitten der Stadt Pfullingen am Laiblinsplatz 10/1 bietet der VfL von Dienstag bis Freitag eine persönliche Anlaufstelle für seine Mitglieder und Interessierte, die sich über den Verein und seine Angebote informieren möchten. Außerdem betreibt der VfL eine eigene Kindersportschule sowie gemeinsam mit dem TSV Eningen das Sportvereinszentrum peb2.

## Abteilungen
Der VfL Pfullingen vereint insgesamt 13 Abteilungen unter einem Dach. In vielen Bereichen agieren die Pfullinger Sportler und Sportlerinnen sehr erfolgreich und auf hohem Niveau. Einige Athleten haben die Pfullinger Farben soger über die Landesgrenzen hinaus getragen und bekannt gemacht. Die VfLler sind in folgenden Sportart aktiv dabei: Boxen, Faustball, Fechten, Fußball, Handball, Leichtathletik, Ski, Tennis, Tischtennis, Tischfußball, Triathlon/Rad, Turnen, Volleyball.

### Handball
1985 gewann der VfL die Regionalmeisterschaft (Süd) und stieg in die 2. Bundesliga auf. In der Zweitligasaison 2002/03 sicherte sich der VfL den Ligaverbleib erst in der Relegation. 2003 stieg der VfL dann in die 1. Bundesliga auf. Nach der Saison 2005/06 musste man die Liga wieder verlassen. 2015 konnte man mit dem Gewinn der Oberligameisterschaft den Aufstieg in die 3. Liga feiern. Nach der vorzeitigen Beendigung des regulären Spielbetriebs in der Spielzeit 2020/2021 der 3. Liga aufgrund der COVID-19-Pandemie in Deutschland nutzte der Verein die Möglichkeit, sich für die außerordentliche Aufstiegsrunde zur 2. Handball-Bundesliga anzumelden; zum Aufstieg reichte es allerdings nicht.